# Commission historique de Nassau
La Commission historique de Nassau est la commission historique pour la région du duché de Nassau, la partie de Nassau de la province prussienne de Hesse-Nassau, pour la maison de Nassau et pour l'histoire régionale de Hesse après 1945. Elle est basée aux archives principales d'État de Hesse (de) à Wiesbaden. Peter M. Quadflieg (de) est président de la commission depuis 2022.
La Commission historique de Nassau existe depuis 1897 et est issue de la « Section d'histoire moyenne et moderne » de l'Association pour l'étude des antiquités et de l'histoire de Nassau, créée en 1895.

## Tâches
Le travail de la Commission se concentre sur les publications. Il s'agit notamment d'éditions de sources, de biographies, d'ouvrages de référence et de monographies du Moyen Âge à l'époque contemporaine. Comme il n'y a jamais eu d'université à Nassau, les contacts scientifiques existent principalement avec les universités voisines, l'Université Johannes-Gutenberg de Mayence, l'Université Johann Wolfgang Goethe de Francfort-sur-le-Main et l'Université Justus-Liebig de Gießen. Les archivistes des principales archives d'État de Hesse se distinguent en tant qu'auteurs d'ouvrages de référence, comme par exemple Otto Renkhoff avec la Nassauischen Biographie,,, Wolf-Heino Struck (de) avec l'ouvrage de recensement en plusieurs volumes sur les monastères et les couvents de la Lahn ou Karl Ernst Demandt (de) avec la première bibliographie complète de la littérature historique de Hesse. Le siège de la commission étant situé dans la capitale de l'État, l'accent est désormais mis sur la publication d'ouvrages sur l'histoire contemporaine de la Hesse.
L'organisation de présentations de livres, généralement dans des lieux de l'État pertinents par rapport au contenu, contribue à faire connaître le travail de la commission au-delà de la zone de desserte de Wiesbaden. C'est également la tâche des assemblées générales annuelles, qui se déroulent en différents lieux et s'adressent au grand public par une conférence publique.

## Histoire
Avec le soutien du Premier ministre Otto von Bismarck, Heinrich von Sybel, le nouveau directeur des archives d'État prussiennes, organise à partir de 1875 des publications régulières de sources provenant de ces archives. En réponse à cet élan, les parlements provinciaux des provinces prussiennes créèrent au cours des années suivantes des commissions chargées de promouvoir des projets correspondants pour la région concernée. Dans la province de Hesse-Nassau, les progrès sont lents, notamment en raison de la faible solidité financière de la petite province.
En 1895, une section d'histoire moyenne et moderne est créée au sein de l'Association pour l'étude des antiquités et de l'histoire de Nassau, qui vise initialement uniquement à donner plus de poids à la recherche historique par rapport à l'archéologie, qui dominait auparavant l'association. Reinhold Koser, le successeur de Sybel récemment entré en fonction, commence également en 1895 à promouvoir la publication de documents d'archives des provinces et offrit la perspective d'un soutien financier. Le 18 mars 1897, la Commission historique de Nassau est finalement créée à Wiesbaden à partir de la Section d'histoire moyenne et moderne. L'archiviste Otto Meinardus (de) joue un rôle décisif dans la réalisation de cette avancée au niveau local. Friedrich Otto (de), qui était auparavant président de l'Association des antiquités, est élu premier président.
En 1902, à la demande du président du district, la commission doit modifier ses statuts afin d'être moins étroitement liée à l'Association des antiquités.
Au cours des premières décennies de son existence, les publications de la commission sont bien en deçà de ses annonces et, de 1914 à 1920, ses travaux sont complètement suspendus. À la fin de la Seconde Guerre mondiale, seuls onze volumes ont été publiés par ses éditeurs. Depuis le milieu des années 1950, il y a au moins une publication par an.
Dans le cadre de la synchronisation avec le « Troisième Reich », la commission est à nouveau liée plus étroitement à l'Association pour l'étude des antiquités et de l'histoire de Nassau en 1933. La commission n'occupe donc plus elle-même ses postes par élection. Leurs titulaires étaient sont nommés par le président de l'association des antiquités.
Au cours de la phase finale de la Seconde Guerre mondiale, la Commission historique de Nassau arrête ses travaux, mais les reprend en août 1946 après que l'association des antiquités est redevenue active avec l'approbation du gouvernement militaire américain. Au cours des deux années suivantes, la commission retrouve sa grande indépendance, comme elle l’avait avant 1933. En 1949, la commission participe à la création du groupe de travail des commissions historiques de Hesse, dont l'objectif est notamment d'obtenir un financement commun sur le budget de l'État.

## Présidents
- 1897-1902 : Friedrich Otto, professeur au lycée de Wiesbaden
- 1902 : Richard Kolb (par intérim)
- 1902-1936 : Paul Wagner, directeur des Archives d'État de Wiesbaden
- 1936-1938 : Rudolf Vaupel (de), directeur des Archives d'État de Wiesbaden
- 1939-1948 : Wilhelm Smidt, directeur des Archives d'État de Wiesbaden
- 1948-1949 : Karl Wolf, ancien professeur à Wiesbaden
- 1949-1975 : Georg Wilhelm Sante (de), directeur des archives principales d'État de Hesse à Wiesbaden
- 1975-1990 : Wolf-Heino Struck (de), directeur des archives principales d'État de Hesse à Wiesbaden
- 1990–2004 : Wolf-Arno Kropat (de), directeur des archives principales d'État de Hesse à Wiesbaden
- 2004–2022 : Klaus Eiler (de), directeur des archives principales d'État de Hesse à Wiesbaden
- depuis 2022 : Peter M. Quadflieg (de), directeur des archives de la ville de Wiesbaden (de)[1]